# Libration

Libration: Animation des Mondes über alle Mondphasen, anhand von zwei Fotos täglich. Außerdem ist die Schwankung seiner scheinbaren Größe zwischen Erdnähe und -ferne zu sehen.

In der Astronomie bezeichnet Libration eine echte oder scheinbare Taumelbewegung eines Mondes, gesehen von seinem Zentralkörper.
Fast alle größeren Monde des Sonnensystems befinden sich in einer gebundenen Rotation um ihren Zentralplaneten, das heißt, sie drehen sich während eines Umlaufs um den Planeten auch einmal um die eigene Achse. Deshalb wenden diese Monde ihrem Planeten im Prinzip immer dieselbe Seite zu. Da die Monde allerdings nicht auf exakten Kreisbahnen mit konstanter Winkelgeschwindigkeit ihre Planeten umkreisen, während die Eigenrotation eine konstante Winkelgeschwindigkeit aufweist, und da sich ein Beobachter auf dem Planeten nicht exakt auf der Verbindungslinie der Massenzentren befinden muss, sieht der Beobachter im Laufe eines „Monats“ nicht immer exakt dieselbe Seite des Mondes. Beim Erdmond sind durch die verschiedenen Effekte, die zu dieser Taumelbewegung führen, von der Erdoberfläche aus im Laufe der Zeit insgesamt 59 Prozent der Mondoberfläche zu sehen.

## Beschreibung
Man unterscheidet folgende Arten der Libration, hier am Beispiel des Erdmondes:
Optische Libration
- Die Libration in Länge zeigt sich als seitliche Drehung von maximal 7,9 Grad und entsteht vor allem durch die leicht elliptische Umlaufbahn des Mondes. Wäre die Mondbahn kreisförmig, so wäre seine Winkelgeschwindigkeit („Grad pro Sekunde“) immer gleich. Wegen der elliptischen Bahn ändert sich die Entfernung zwischen Erde und Mond (Perizentrumsdistanz) während eines Umlaufs und damit auch die Winkelgeschwindigkeit. Sie ist entsprechend dem 2. Keplerschen Gesetz umso größer, je kleiner die Entfernung – also am größten in Erdnähe. Die Rotationsgeschwindigkeit des Mondes um seine eigene Achse bleibt jedoch konstant. Deswegen rotiert der Mond in Erdnähe scheinbar zu langsam und, wenn er weiter entfernt ist, schneller als seine Bahnbewegung. Weitere kleine Librationseffekte entstehen durch die Veränderung der Mondumlaufbahn wegen der Anziehungskräfte von Sonne und Planeten.
- Für die Libration in Breite ist der Winkel der Rotationsachse des Mondes gegenüber dem Lot zur Mondbahnebene (nicht gegenüber dem Lot der Erdbahnebene!) verantwortlich. Er beträgt 6,7 Grad und bewirkt ein scheinbares vertikales Kippen des Mondes, so dass man abwechselnd über seinen Nord- und Südpol hinweg sehen kann.

Tägliche Libration des Mondes über eine Nacht hinweg.

- Vollmond bei entgegengesetzten LibrationenTägliche Libration des Mondes über eine Nacht hinweg.Die parallaktische oder tägliche Libration entsteht durch die Erdrotation und macht etwa ein Grad aus. Von Mondaufgang bis Monduntergang dreht sich die Erde um 180 Grad. Dabei bewegt sich jeder Punkt der Erdoberfläche, je nach geografischer Breite, um bis zu 12.756 km (einen Erddurchmesser). Ein Beobachter sieht den Mond bei Mondaufgang also von einer etwas anderen Position aus und damit unter einem anderen Betrachtungswinkel als 12 Stunden später, wenn der Mond untergeht.

Physische Libration

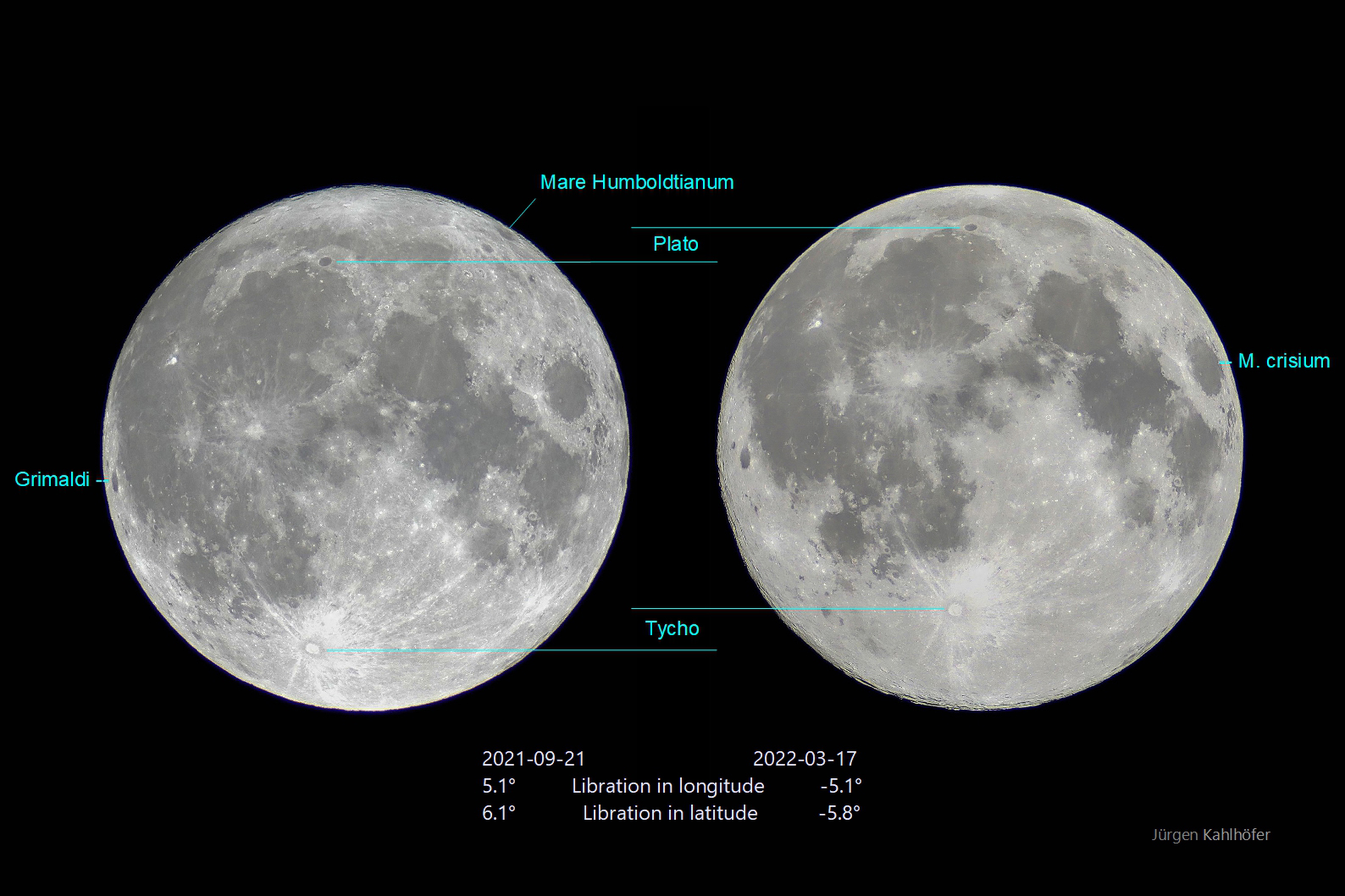
Vollmond bei entgegengesetzten Librationen

- Bei der physischen Libration bewirkt die Gravitation der Erde durch Gezeitenkräfte eine tatsächliche leichte Bewegung des Mondes. Sie beträgt aber nur maximal 0,04 Grad.

## Berechnung
Die optische Libration lässt sich in guter Näherung aus den himmelsmechanischen Eigenschaften des Erde-Sonne-Mond-Systems berechnen. Vernachlässigt man in erster Näherung den Einfluss der Sonne, so erhält man aus der Lösung des Zweikörperproblems Erde-Mond folgende Werte:
- Für die Libration in Länge ist die „Große Ungleichheit“ relevant. Dies ist die Differenz zwischen wahrer Anomalie {\displaystyle T}, d. h. dem Winkel zwischen Perigäum und Mond von der Erde gesehen, und mittlerer Anomalie {\displaystyle M}, d. h. dem Winkel zwischen Perigäum und „mittlerem“ Mond. Der mittlere Mond bewegt sich dabei mit der konstanten Winkelgeschwindigkeit {\displaystyle \omega _{m}={\frac {2\pi }{P_{a}}}}, wobei {\displaystyle P_{a}} für den anomalistischen Monat steht. Die Große Ungleichheit genügt dann näherungsweise für kleine Exzentrizitäten der Formel {\displaystyle G=T-M=2\epsilon \sin(\omega _{m}t)} in Bogenmaß, wobei {\displaystyle \epsilon } die numerische Exzentrizität der Mondbahn ist. In Grad ergibt sich numerisch

{\displaystyle G=6{,}29^{\circ }\sin(\omega _{m}t)}.
- Für die Libration in Breite ist die Achsneigung des Mondes gegenüber seiner Bahn verantwortlich und daher ist {\displaystyle B=-\eta \sin(\gamma )}, wobei {\displaystyle \eta } die Achsneigung ist und {\displaystyle \gamma } den Winkel zwischen Mond und dem aufsteigenden Knoten der Mondbahn bezeichnet. Es sei an dieser Stelle angemerkt, dass die Achsneigung des Mondes und die Bahnneigung die Knoten miteinander teilen, sodass immer {\displaystyle \eta =5{,}145^{\circ }+1{,}543^{\circ }=6{,}688^{\circ }}, d. h. Bahnneigung (5,145°) und Neigung der Mondachse gegen die Ekliptik (1,543°) addieren sich zur Achsneigung (siehe Cassinische Gesetze). Daher ist

{\displaystyle B=-6{,}688^{\circ }\sin(\gamma ).}
Die Periode dieser Libration ist der drakonitische Monat.
Die großen Störungen des Erde-Mond-Systems vornehmlich durch die Sonne bewirken zusätzliche Abweichungen, deren wichtigste die folgenden sind:
- Die Libration in Länge wird durch die bereits Ptolemäus bekannte Evektion um maximal 1,27° gestört. Ursache ist die unterschiedliche Stellung der Apsidenlinie zur Sonne. Die Periode dieser Störung ist 31,8 Tage. Etwas kleiner ist die Variation mit maximal 0,66°. Die Periode dieser Störung ist ein halber synodischer Monat, und die Variation verschwindet zu den Hauptphasen des Mondes. Als Formel ergibt sich

{\displaystyle L=6{,}29^{\circ }\sin(\omega _{m}t)+1{,}27^{\circ }\sin((2\omega _{s}-\omega _{m})t)+0{,}66^{\circ }\sin(2\omega _{s})},
wobei {\displaystyle \omega _{s}={\frac {2\pi }{P_{s}}}} mit {\displaystyle P_{s}} als synodischem Monat.
Maximale Libration in Länge von etwa 7,72° kann nur vorkommen, wenn die Apsidenlinie in einem bestimmten Winkel zur Achse Erde-Sonne steht.
- Die Libration in Länge unterliegt Schwankungen, da sich die Bahnneigung des Mondes mit einer Periode von 173 Tagen zwischen 4,6° und 5,3° ändert. Die Periode von 173 Tagen ist dabei die Zeit, in der sich die Knotenlinie in Bezug auf die Sonne um 180° dreht (ein halbes Finsternisjahr).Mondkarte von Johannes Hevelius aus seiner Selenographia (1647). Dies ist die erste Karte, die die Librationszonen enthält.

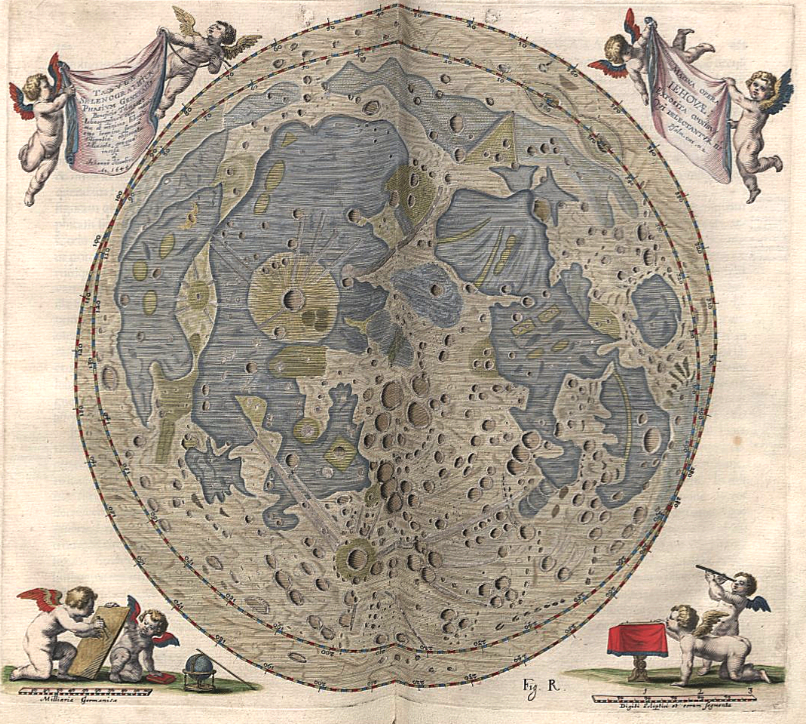
Mondkarte von Johannes Hevelius aus seiner Selenographia (1647). Dies ist die erste Karte, die die Librationszonen enthält.

## Entdeckungsgeschichte
Die Entdeckung der Libration des Mondes wird üblicherweise Galileo Galilei 1632 zugeschrieben. In seinem Dialog über die zwei Weltsysteme erwähnt er die parallaktische Libration und weitere Librationsformen in einem Brief von 1638. Möglicherweise war sie schon vorher von Thomas Harriot und davor von William Gilbert beobachtet worden, die beide Mondkarten erstellten (Gilbert noch ohne Teleskop). Harriot kannte die später verschollene Karte und Schrift von Gilbert.
Die Entdeckung der Libration der Länge wird meist Johannes Hevelius zugeschrieben (Selenographia 1647). Genauere Untersuchungen erfolgten unter anderem von Tobias Mayer (Kosmographische Nachrichten 1750).